# 长花结缕草
长花结缕草（学名：Zoysia sinica var. nipponica）为禾本科结缕草属中华结缕草的变种。分布于朝鲜、日本以及中国大陆的江苏、东北等地，一般生于海边沙土草丛中，目前尚未由人工引种栽培。